# The Austrasian Goat
 (décembre 2021).
Pour les articles homonymes, voir Goat.
The Austrasian Goat est un groupe de heavy metal et post-industriel français.

## Biographie
Julien « The Goat » Louvet, fonde The Austrasian Goat en 2006 à Metz en tant que projet solo avec l'intention de concrétiser sa vision du black metal. Outre son projet solo, le multi-instrumentiste et chanteur participe à plusieurs autres projets musicaux tels que Hallowed Butchery, YRSEL ou Shall Not Kill et gère le label 213 Records. Louvet décrit le travail avec The Austrasian Goat comme un accomplissement personnel égoïste, qui se distingue des interactions sociales et des difficultés rencontrées dans la structure d'un groupe. Conformément à cette conception de lui-même, il expérimente souvent avec The Austrasian Goat et ne s'engage définitivement dans aucune forme de jeu. Suivant cette idée, il a également conçu les quelques concerts avec des orientations musicales différentes. La référence lyrique varie également entre satanisme, paganisme et auto-réflexions constantes.

« Je ne peux pas faire la paix avec la nature humaine sans me remettre en question. Jésus-Christ est mort pour elle. Mais je ne suis pas le fils de Dieu, je suis un fou, et j'essaie juste de vivre libre. Mais la liberté peut avoir des conséquences pour les autres. Je ne peux pas me plaindre de la nature humaine sans me regarder moi-même. Jésus-Christ est mort pour cela mais je ne suis pas le fils de Dieu. Je suis un pécheur et j'essaie simplement de vivre libre. Mais la liberté peut avoir des conséquences pour les autres »

— Julien « The Goat » Louvet cité par Stefan : Exclusive CVLT Nation Interviews : The Austrasian Goat.
La référence au black metal lui convenait à certains moments, mais elle est devenue obsolète avec le temps.
Le label de Louvet, 213 Records, est à l'origine d'une grande partie des publications de The Austrasian Goat, mais les publications ne sont pas restées l'apanage de 213 Records et Louvet a coopéré avec des entreprises comme I Hate Records, Musicfearsatan ou Vendetta Records, entre autres. Certaines sorties ont fait l'objet de critiques internationales pour des webzines. Dans les critiques rédigées pour metal.de, Black Magazine ou nonpop.de, la musique de The Austrasian Goat a été évaluée positivement la plupart du temps,,,,.

## Style musical
La musique présentée par The Austrasian Goat varie entre « l'expérimental, le néofolk, le doom et le black metal ». Le premier album était déjà basé sur un « concept musical très sombre, extrêmement inconfortable et simple, entre le funeral black metal, le doom metal et un peu d'ambient ». L'album studio suivant, Stains of Resignation, passe de « chansons traînantes à la limite du funeral doom et de morceaux folk purs à des morceaux de black metal agressifs et acharnés, en passant par l'utilisation du saxophone, du violoncelle et du violon ». La variance s'étend jusqu'à la collaboration avec Cober Ord, dont la musique est décrite comme « un mélange de death industriel terreux et d'ambient rituel rampant ». Louvet explique cette diversité par une tentative de s'affranchir des frontières stylistiques et des stéréotypes.

## Discographie

### Albums et EP
- 2007 : The Austrasian Goat (album, 213 Records/I Hate Records)
- 2008 : Void (EP, Universal Tounge)
- 2009 : Witch (EP, Noxious Noize)
- 2010 : Stains of Resignation (album, Musicfearsatan)
- 2010 : The Body Covers (EP, Wee Wee Records)
- 2012 : Paved Intentions (album, Vendetta Records)
- 2017 : Snowing Reason (EP, 213 Records)

### Splits et collaborations
- 2007 : The Dead Musician/The Austrasian Goat (213 Records)
- 2007 : Ondo/The Austrasian Goat (Burning Emptiness)
- 2008 : The Austrasian Goat/Never Presence Forever (Small Sacrifice)
- 2009 : The Austrasian Goat/Afflictis Lentae (213 Records, Amertume-Corruption, Nuclear Thrash Prod, Wee Wee, Carbonized Cells, Krusty Le Clown Records, At War With False Noise, Cold Void Emanations)
- 2009 : The Austrasian Goat/Chambre Froide (213 Records, Carbonized Cells, Nuclear Thrash Prod, Wee Wee, Amertume-Corruption, Krusty Le Clown Records, Cold Void Emanations, At War with False Noise, Odio Sonoro)
- 2009 : The Austrasian Goat/L'Acephale (213 Records, Wee Wee Records, Amertume-Corruption, Krusty Le Clown, Cold Void Emanations, New.Scream.Industry, Odio Sonoro, At War with False Noise)
- 2009 : The Austrasian Goat/Muckrackers (Les Forces Alliées)
- 2010 : The Austrasian Goat/Habsyll (213 Records, Amertume-Corruption, Wee Wee Records, Krusty Le Clown, At War with False Noise, Odio Sonoro, Cold Void Emanations, New.Scream.Industry, ¡ZAS! autoproduction)
- 2010 : Hollow Sunshine/The Austrasian Goat (Sacred Tapes)
- 2011 : Songs of Self Reliance and Solitude (Mit Hallowed Butchery über Vendetta Records)
- 2011 : The Austrasian Goat/Horse Gives Birth to Fly (collaboration, Les Forces Alliées)
- 2011 : The Austrasian Goat/Neige Morte (Musicfearsatan)
- 2012 : The Austrasian Goat and The Vntrve Ensemble/Ravensdöm (213 Records)

### Compilations
- 2008 : Pieces of Oblivion (Blind Date Records)
- 2008 : Piano and Stump (Burning World Records)
- 2010 : Principles of Disillusion (Goat Kult Productions)
- 2013 : Principles of Disillusion (Musicfearsatan)